# Villa Ahumada
Miguel Ahumada, comúnmente llamada Villa Ahumada, es una población del estado mexicano de Chihuahua, situada a 120 km al sur de Ciudad Juárez y 227 km al norte de la ciudad de Chihuahua sobre la Carretera Federal 45 que une ambas ciudades. Es cabecera del municipio de Ahumada.

## Historia
Villa Ahumada fue fundada en el año de 1874 con el nombre de Labor de Magdalena. En la época de dicha fundación, la población más importante de la región en ese tiempo era El Carrizal, situada a unos kilómetros al suroeste y de origen colonial, fundada por los españoles como un presidio para el combate de las tribus nómadas de la región. Sin embargo, al ser construido el Ferrocarril México-Ciudad Juárez, el trazado de la línea fue realizado por Labor de Magdalena que se convirtió en estación del ferrocarril, aumentado con ello su importancia económica y política que la llevaría a superar finalmente a El Carrizal. Por ello en 1894 el Congreso de Chihuahua decidió convertir a Labor de Magadalena en cabecera municipal, separándolo del Municipio de Carrizal y darle el nuevo nombre de Villa Ahumada, en honor del entonces Gobernador de Chihuahua, Miguel Ahumada, conocido por la obra material que llevó a cabo, entre ella los ferrocarriles.
En 1916 el nombre le fue cambiado por el de Villa González, en honor del gobernador revolucionario de Chihuahua, Abraham González; al considerarse que merecía mayormente el homenaje en lugar de ostentar el nombre del gobernador porfirista Ahumada, sin embargo, los habitantes no estuvieron de acuerdo con el cambio, por lo que el 12 de mayo de 1923 lograron fuera restituido su antiguo nombre. Finalmente en 1995 el nuevo Código Municipal de Chihuahua la elevó a categoría de ciudad con el nombre de Miguel Ahumada, sin embargo este hecho es poco conocido en la práctica.

### Narcotráfico
Villa Ahumada ha cobrado atención nacional e internacional debido a varios enfrentamientos entre bandas de narcotraficantes y el Ejército Mexicano en el contexto de la Guerra contra el narcotráfico, teniendo sus principales hechos violentos en 2008 y 2009. El primer acto violento de trascendencia ocurrió la noche del 18 de mayo de 2008 cuando un comando armado portando armas de asalto entró a la población y ejecutó al jefe de la policía municipal, dos oficiales de la misma institución y tres civiles, ante esto, el resto de los oficiales de la policía municipal renunciaron a sus cargos dejando a la población sin fuerza pública, ante lo cual se tuvo que enviar unidades de la policía federal y del ejército para garantizar el orden, aunque no se han aclarado los motivos del ataque llegó a trascender que se debía al posible conflicto entre dos diferentes organizaciones de tráfico de drogas por querer tomar el control de las rutas que cruzan por la población después del asesinato del líder de la banda que mantenía dicho control previamente.
El 10 de febrero de 2009 ocurrió un nuevo enfrentamiento que dejó como saldo un total de 21 muertos, dicho caso comenzó por el secuestro de nueve personas en Villa Ahumada por un comando armado, trasladándolos a un rancho de las cercanías denominado "El Vergel", donde se pretendía ejecutarlos, tras el reporte del secuestro el ejército mexicano persiguió a los sicarios, enfrentándose con ellos en dos encuentros, el primero en el mismo rancho a donde estos se dirigían y el segundo en las inmediaciones de la población de Samalayuca, todo ello en medio de una nevada, teniendo como saldo un total de 21 muertos, seis de los secuestrados, 14 sicarios y un soldado del ejército mexicano. Tres días después, el 13 de febrero, ocurrió un nuevo enfrentamiento entre sicarios y militares en las inmediaciones del Rancho "El Vergel", dejando como saldo a los tres sicarios muertos.

## Economía
Villa Ahumada es conocida por ser la principal población y paso obligado en la carretera entre Ciudad Juárez y Chihuahua, la economía de la región está basada en la agricultura y la ganadería, y en la población es de gran importancia la actividad económica y comercial generada por el paso de viajeros por la carretera, siendo especialmente famosa por su gastronomía, entre la que destacan el queso asadero y los burritos, que han hecho famosos a la población.

## Localización y demografía
Villa Ahumada está situada en pleno Desierto de Chihuahua, por lo cual su clima es sumamente extremoso, registrándose temperaturas de hasta 40 °C en verano y -10 °C en invierno, la precipitación pluvial es escasa y durante el invierno se registran nevadas y heladas, durante los meses de sequía son comunes las tormentas de polvo que levanta la arena del desierto que circunda la zona urbana, las coordenadas geográficas de Villa Ahumada son 30°37′07″N 106°30′44″O / 30.61861, -106.51222 y tiene una altitud de 1,200 metros sobre el nivel del mar. Villa Ahumada es una población pequeña situada mayoritariamente a lo largo del eje formado por la Carretera Federal 45 y la vía del Ferrocarril Mexicano (que corren paralelas en ese punto) y dividen en dos el área urbana, la carretera 45 es la principal vía de comunicación de la población que la une hacia el norte con Ciudad Juárez y hacia el sur con la ciudad de Chihuahua, además de esta carretera en el centro de Villa Ahumada se una a la carretera 45 la Carretera estatal 293 de Chihuahua que hacia el suroeste la une con El Carrizal y con Ricardo Flores Magón, desde este punto dicha carretera se une a la Carretera Federal 10 desde donde comunica con las poblaciones de Nuevo Casas Grandes y Madera, hacia el sur la carretera 293 regresa hacia la Carretera Federal 45 por lo cual constituye una vía alterna a la carretera federal por la cual se puede evitar el cobro de la cuota de peaje por el uso de la autopista federal.
De acuerdo a los resultados del Censo de Población y Vivienda de 2020 realizado por el Instituto Nacional de Estadística y Geografía la población de Villa Ahumada es de un total de 10 510 personas, de las cuales 5 503 son mujeres y 5 207 son hombres.

## Clima
El clima de Miguel Ahumada es desértico de latitud media (BWk), y por lo tanto extremo. Las temperaturas varían mucho de una estación a otra.
La temperatura promedio anual de la ciudad es de 17.2 °C, con una oscilación térmica de 19.7 °C entre el mes más frío y el más cálido: la media de enero es de 6.9 °C y la de julio es de 26.6 °C.
Durante el verano, las temperaturas se mantienen calurosas durante el día, templadas durante la noche y frescas durante la madrugada; fluctúan entre 18 °C y 34 °C.
Las lluvias ocurren a menudo entre julio y octubre con un promedio de 60 mm mensuales.
Durante el invierno, las temperaturas son muy frías por las noches y frescas durante el día, con temperaturas entre los −1 °C y 17 °C. Las nevadas sucede pocas veces al año y ocurren principalmente entre diciembre enero y febrero, esto a pesar de los frentes fríos provenientes del oeste de Estados Unidos, debido a que sus inviernos son muy secos; normalmente cada año se tienen de dos nevadas.
El récord de temperatura mínima es de -30.4 °C, la más baja registrada en una ciudad mexicana. Se registró el 11 de enero de 1962, el mismo día en que se estableció el actual récord de temperatura mínima (-23 °C) en la cercana Ciudad Juárez.
| Parámetros climáticos promedio de Villa Ahumada (1971-2000)              | Parámetros climáticos promedio de Villa Ahumada (1971-2000) | Parámetros climáticos promedio de Villa Ahumada (1971-2000) | Parámetros climáticos promedio de Villa Ahumada (1971-2000) | Parámetros climáticos promedio de Villa Ahumada (1971-2000) | Parámetros climáticos promedio de Villa Ahumada (1971-2000) | Parámetros climáticos promedio de Villa Ahumada (1971-2000) | Parámetros climáticos promedio de Villa Ahumada (1971-2000) | Parámetros climáticos promedio de Villa Ahumada (1971-2000) | Parámetros climáticos promedio de Villa Ahumada (1971-2000) | Parámetros climáticos promedio de Villa Ahumada (1971-2000) | Parámetros climáticos promedio de Villa Ahumada (1971-2000) | Parámetros climáticos promedio de Villa Ahumada (1971-2000) | Parámetros climáticos promedio de Villa Ahumada (1971-2000) |
| Mes                                                                      | Ene.                                                        | Feb.                                                        | Mar.                                                        | Abr.                                                        | May.                                                        | Jun.                                                        | Jul.                                                        | Ago.                                                        | Sep.                                                        | Oct.                                                        | Nov.                                                        | Dic.                                                        | Anual                                                       |
| ------------------------------------------------------------------------ | ----------------------------------------------------------- | ----------------------------------------------------------- | ----------------------------------------------------------- | ----------------------------------------------------------- | ----------------------------------------------------------- | ----------------------------------------------------------- | ----------------------------------------------------------- | ----------------------------------------------------------- | ----------------------------------------------------------- | ----------------------------------------------------------- | ----------------------------------------------------------- | ----------------------------------------------------------- | ----------------------------------------------------------- |
| Temp. máx. abs. (°C)                                                     | 32.2                                                        | 34.0                                                        | 39.7                                                        | 40.0                                                        | 52.0                                                        | 45.0                                                        | 46.0                                                        | 45.2                                                        | 43.0                                                        | 41.0                                                        | 36.0                                                        | 39.0                                                        | 52.0                                                        |
| Temp. máx. media (°C)                                                    | 15.5                                                        | 18.7                                                        | 22.9                                                        | 27.3                                                        | 31.1                                                        | 35.2                                                        | 34.3                                                        | 32.7                                                        | 30.9                                                        | 26.3                                                        | 20.0                                                        | 16.5                                                        | 26.0                                                        |
| Temp. media (°C)                                                         | 6.9                                                         | 9.6                                                         | 13.3                                                        | 17.5                                                        | 21.5                                                        | 26.1                                                        | 26.6                                                        | 25.4                                                        | 23.2                                                        | 17.9                                                        | 11.0                                                        | 7.5                                                         | 17.2                                                        |
| Temp. mín. media (°C)                                                    | -1.7                                                        | 0.5                                                         | 3.7                                                         | 7.5                                                         | 11.8                                                        | 17.1                                                        | 19.0                                                        | 18.1                                                        | 15.5                                                        | 9.4                                                         | 2.0                                                         | -1.6                                                        | 8.4                                                         |
| Temp. mín. abs. (°C)                                                     | -30.4                                                       | -20.0                                                       | -17.0                                                       | -11.4                                                       | -13.4                                                       | -25.4                                                       | 10.0                                                        | 2.0                                                         | 2.0                                                         | -5.0                                                        | -18.0                                                       | -20.5                                                       | -30.4                                                       |
| Precipitación total (mm)                                                 | 12.9                                                        | 9.3                                                         | 7.9                                                         | 8.2                                                         | 12.5                                                        | 20.3                                                        | 78.9                                                        | 77.5                                                        | 54.1                                                        | 33.8                                                        | 10.5                                                        | 15.4                                                        | 341.3                                                       |
| Días de lluvias (≥ 1 mm)                                                 | 2.8                                                         | 1.9                                                         | 1.7                                                         | 1.6                                                         | 2.3                                                         | 2.7                                                         | 7.8                                                         | 9.0                                                         | 6.0                                                         | 4.2                                                         | 2.1                                                         | 2.7                                                         | 44.8                                                        |
| Días de nevadas (≥ 1 mm)                                                 | 0.74                                                        | 0.42                                                        | 0.07                                                        | 0.07                                                        | 0                                                           | 0                                                           | 0                                                           | 0                                                           | 0                                                           | 0                                                           | 0.30                                                        | 0.40                                                        | 2                                                           |
| Fuente n.º 1: Servicio Meteorológico Nacional − Colegio de Postgraduados |                                                             |                                                             |                                                             |                                                             |                                                             |                                                             |                                                             |                                                             |                                                             |                                                             |                                                             |                                                             |                                                             |
| Fuente n.º 2: Revista de Geografía (Universidad de Barcelona)            |                                                             |                                                             |                                                             |                                                             |                                                             |                                                             |                                                             |                                                             |                                                             |                                                             |                                                             |                                                             |                                                             |